# Grote spinneneter
De grote spinneneter of tweespitsspinneneter (Ero tuberculata) is een spin die behoort tot de familie spinneneters.
Het vrouwtje wordt 2,5 tot 3,2 mm groot, het mannetje wordt 2,5 tot 2,7 mm. De spin heeft een bolvormig achterlijf met daarop twee zeer kleine onopvallende 'vorken'. Het kopborststuk en de poten zijn lichtgeel met een donkere contrasterende tekening. Het achterlijf is aan de voorkant bruin en aan de achterkant grijs. De soort leeft op takken en struiken in het Palearctisch gebied.